# Psicologia estetica
La psicologia estetica si propone come una ricerca multidisciplinare che ha come scopo lo studio dei processi percettivi, cognitivi e comportamentali che permettono e definiscono ogni esperienza della bellezza.
Metodi, orientamento, obiettivi
Partendo dal presupposto che la bellezza non riguardi solo il mondo delle ‘immagini’, quanto e soprattutto ‘l'immaginario', di ogni individuo e società, la psicologia estetica si propone di portare alla luce i meccanismi inconsci delle motivazioni e dei bisogni alla base di ogni ‘consumo’ estetico, allo scopo di far vivere la bellezza come una forza di orientamento verso la positività, il benessere e l'espressione emozionale, operando affinché ‘il bello’ non sia percepito come un ‘concept’ astratto o come un mero complesso di tecniche utili a camuffare difetti e a far apparire le persone più desiderabili.
Presupposti teorici e metodologici da cui attinge la psicologia estetica
1. La gestalt per quanto riguarda le leggi sulla percezione.
2. Il cognitivismo per l'importanza data alla formazione delle valutazioni estetiche.
3. La psicoanalisi per l'importanza delle dinamiche inconsce nel giudizio di bellezza e per l'approfondimento dell'aspetto simbolico e archetipico della bellezza.
4. Le neuroscienze, in particolare neurobiologia e neuro-estetica, che si avvalgono delle nuove tecniche di brain-imaging per studiare in “vivo” le aree cerebrali coinvolte nell'esperienza estetica.
5. La psicologia sociale e interculturale per quanto riguarda le dinamiche della domanda e dell'offerta di bellezza e benessere, ma anche per il tema della sostenibilità etica delle proposte estetiche e del confronto interculturale nella percezione estetica.
6. La psicofisiologia per lo studio “quantitativo” delle reazioni di piacere/dispiacere davanti a materiale-stimolo di carattere estetico.
7. La psicologia umanistica per la centralità dell'essere umano e della consapevolezza dei suoi bisogni e delle sue motivazioni nella ricerca di bellezza e benessere.
Sviluppo della disciplina
Lo sviluppo della psicologia estetica è aperto a due prospettive di studio apparentemente inconciliabili: da un lato una ricerca oggettiva condotta con gli stessi criteri delle altre scienze naturali, dall'altro un modello di studio umanistico e artistico difficilmente riducibile a dati quantificabili. 
Su questi piani complementari si muove la psicologia estetica, che si propone, dunque, di scandagliare il mondo delle scelte e delle valutazioni estetiche in un ambito di ricerca psicobiologica globale e integrata con particolare attenzione all'impatto sociale che questi temi hanno sulla vita, le aspettative e la cultura di milioni di persone in tutto il mondo.
Campi di applicazione della psicologia estetica
- Educazione individuale e sociale alla bellezza e a modelli estetici sostenibili